# Helene Ekelund
Helene Ekelund, född 2 augusti 1963, är en svensk tidigare handbollsmålvakt. Hon spelade 28 landskamper för Sveriges landslag åren 1980–1991. Hon spelade för Irsta HF, HP Warta och Skara HF.
Ekelund var deltagare i 2010 års upplaga av tv-programmet Robinson.